# (33999) 2000 OG4
2000 OG4 (asteroide 33999) é um asteroide da cintura principal. Possui uma excentricidade de 0.12867220 e uma inclinação de 10.63478º.
Este asteroide foi descoberto no dia 24 de julho de 2000 por LINEAR em Socorro.